# Kyrie en ré mineur K. 341 de Mozart
Le Kyrie en ré mineur, K. 341/368a est un fragment d'une messe que Wolfgang Amadeus Mozart semble avoir commencée en avril 1791 et qu'il n'a pu terminer. Il semble que Ludwig von Köchel, en confectionnant son catalogue des œuvres de Mozart, ait commis une grave erreur de datation situant la composition de la pièce à Munich autour de l'année 1780.

## Histoire
Au milieu du mois d'avril 1791, et à huit mois à peine avant sa mort, Mozart a appris que Leopold Hofmann, ancien rival de Haydn et Kapellmeister de la Cathédrale Saint-Étienne de Vienne, était tombé gravement malade. Cette charge importante, avec un salaire annuel de 2 000 florins, en plus des émoluments habituels qui étaient très substantiels, ne dépendait pas de la cour, mais de la municipalité de Vienne. Mozart, confronté à une situation économique difficile et pensant avoir l'appui de grands amis parmi les viennois, a pensé solliciter cette charge, et a postulé pour le poste d'assistant non rétribué de l'«actuel Herr Kapellmeister de la cathédrale de Saint-Étienne». Dans cette lettre, écrite à la fin d'avril 1791, nous pouvons lire que Mozart avait décidé de solliciter le poste «au moment où Herr Kapellmeister Hofmann était malade parce que mes talents musicaux et mes œuvres... sont connus à l'étranger, et en tous lieux, on me cite avec un certain respect». «Mais le Kapellmeister Hofmann s'est rétabli», ajoute Mozart, demandant à la municipalité qu'on le nomme «adjoint sans solde» d'Hofmann, «qui maintenant a un âge avancé». Mozart fait allusion à sa «connaissance de la musique sacrée», pour laquelle il se considère spécialement compétent.

## Études récentes
La partition autographe de l'œuvre a disparu depuis longtemps. On ne peut donc pas rechercher des indices comme le filigrane du papier, etc. Nous la connaissons grâce à une copie faite par un musicien de Leipzig, A. E. Müller (Staatsbibliothek zu Berlin), et par la première partition imprimée, publiée par Johann Anton André autour de 1825 et basée sur l'autographe.
Cependant, il semble probable que Mozart pensait composer une grande Missa solemnis en ré mineur pour célébrer le poste qu'il aurait obtenu à Saint-Étienne, et qu'il avait terminé le Kyrie avant que ne se soit rétabli Hofmann.

## Structure
- Andante maestoso, en ré mineur, à 
, 119 mesures

- Durée de l'exécution : environ 8 minutes

## Orchestration
| Instrumentation du Kyrie en ré mineur                                |
| Chœur                                                                |
| sopranos, altos, ténors, basses                                      |
| Cordes                                                               |
| premiers violons, seconds violons, altos, violoncelles, contrebasses |
| Bois                                                                 |
| 2 flûtes 2 hautbois, 2 clarinettes en la, 2 bassons                  |
| Cuivres                                                              |
| 2 cors en fa, 2 cors en ré, 2 trompettes en ré                       |
| Clavier                                                              |
| orgue                                                                |
| Percussions                                                          |
| timbales (en ré et la)                                               |